# Oskar Kwiatkowski
Oskar Kwiatkowski, né le 25 avril 1996 à Zakopane, est une snowboarder polonais spécialisé dans les épreuves de slalom parallèle. Il devient champion du monde du slalom géant parallèle en 2023.

## Palmarès

### Championnats du monde
- Championnats du monde 2023 à Bakouriani (Géorgie) :
  -  Médaille d'or en slalom géant parallèle.

### Coupe du monde
- 7 podiums 2 victoires.

#### Détails des victoires
| Épreuve / Édition | Slalom parallèle | Slalom géant parallèle |
| ----------------- | ---------------- | ---------------------- |
| 2022-2023         |                  | Scuol Blue Mountain    |